# بطولة الأمم الخمس 1982
بطولة الأمم الخمسة 1982 (بالإنجليزية: 1982 Five Nations Championship)‏ هو الموسم 88 من بطولة الأمم الستة. كان عدد الأندية المشاركة فيه 5، وفاز فيه منتخب أيرلندا الوطني لاتحاد الرغبي.